# Lương Khánh Nhi
Lương Khánh Nhi (sinh năm 1996 tại Hà Nội) là nghệ sĩ piano người Việt Nam

## Tiểu sử
Lương Khánh Nhi, sinh năm 1996 tại Hà Nội. Cô sinh ra trong một gia đình âm nhạc, cha cô, Lương Ngọc Thắng, là một nghệ sĩ guitar bass. Bắt đầu chơi piano từ năm 4 tuổi, cô sớm thể hiện tiềm năng và được đào tạo tại Học viện Âm nhạc Quốc gia Việt Nam dưới sự hướng dẫn của cô Ngô Lan Hương trong 9 năm, tốt nghiệp với thành tích cao vào năm 2014.
Năm 2014, cô nhận được học bổng toàn phần từ mạng lưới ASIA-Uninet và OeAD, một chương trình hợp tác giữa các trường đại học Áo và Đông Nam Á, để học tại Đại học Âm nhạc và Biểu diễn Nghệ thuật Graz, Áo. Cô là ứng viên duy nhất từ Đông Nam Á được chọn sau các vòng thi nghiêm ngặt. Cô lấy bằng Cử nhân Piano Biểu diễn tại Học viện Âm nhạc Yong Siew Toh, Singapore, từ 2015 đến 2019, với học bổng toàn phần. 
Tại Singapore, cô tham gia và giành giải nhất tại Cuộc thi Piano Yong Siew Toh vào năm 2017, biểu diễn cùng Dàn nhạc Học viện, với tác phẩm nổi bật như Piano Concerto No.2 của Saint-Saëns. Sau khi tốt nghiệp vào năm 2019, cô chuyển đến Mỹ để học Thạc sĩ Piano Biểu diễn và Nhạc Hòa Tấu Thính phòng tại Đại học Michigan từ 2019 đến 2021 và hiện đang theo đuổi bằng Tiến sĩ tại đây. 

## Sự nghiệp
Sự nghiệp biểu diễn của Lương Khánh Nhi trải dài trên ba châu lục, với các buổi hòa nhạc tại châu Âu trong thời gian học ở Áo, bao gồm các địa điểm như Bad Goisern (Áo), Karlsruhe (Đức), và Aarhus (Đan Mạch). Cô cũng biểu diễn tại Mỹ và châu Á, với một buổi hòa nhạc tại Trường Purcell, Anh, vào năm 2024,. Một điểm đáng chú ý là chuyến lưu diễn năm buổi tại Ý, Thụy Sĩ và Vương quốc Anh vào năm 2024, sau khi giành Giải Grand Prix tại Lễ hội và Cuộc thi Piano Quốc tế Sicily vào năm 2023
Cô đã hợp tác cùng các dàn nhạc danh tiếng và tham gia biểu diễn tại nhiều lễ hội âm nhạc lớn ở Châu Âu, Bắc Mỹ và Châu Á. Cô từng giành giải Ba tại Cuộc thi Piano Quốc tế Leeds năm 2024 khi trình diễn Concerto số 3 của Prokofiev cùng Dàn nhạc Giao hưởng Hoàng gia Liverpool. Cô cũng là người đồng sáng lập chuỗi hòa nhạc "Lunar New Year Piano Concert Series", một sáng kiến nhằm quảng bá âm nhạc của các nhà soạn nhạc châu Á và tạo sân chơi biểu diễn cho các nghệ sĩ trẻ.

## Thành tích
Trong quá trình phát triển sự nghiệp, Lương Khánh Nhi đã đạt được nhiều thành tích nổi bật:
- Năm 2017: Quán quân cuộc thi Concerto ở Nhạc viện Yong Siew Toh[5].
- Năm 2019: Huy chương vàng Lee Kwan Yew - Đại học quốc gia Singapore.
- Năm 2021: Giải nhất, cuộc thi Piano Quốc tế Lee University[6].
- Năm 2023: thắng giải Rosamond P. Haeberle - Hiệp Hội Âm Nhạc Michigan.
- Năm 2023: Giải Ba, cuộc thi Piano Tài năng trẻ toàn nước Mỹ - Hiệp Hội Giáo Viên Âm Nhạc Quốc Gia.
- Năm 2023: Giải Grand Prix, Lễ hội và Cuộc thi Piano Quốc tế Sicily.[4]
- Năm 2024: Giải Ba và huy chương Lady Roslyn Lyons tại Cuộc thi Piano Quốc tế Leeds [7][8]
- Năm 2025: Giải Nghệ sỹ của năm - Musicale Detroit.